# Verbascum libanoticum
Verbascum libanoticum är en flenörtsväxtart som beskrevs av Svante Samuel Murbeck och Thieb.. Verbascum libanoticum ingår i släktet kungsljus, och familjen flenörtsväxter. Inga underarter finns listade i Catalogue of Life.